# 坎達哈行動
《坎達哈行動》（英語：Kandahar）是一部2023年美國動作驚悚片，由雷克·羅曼·沃執導，米謝爾·拉福圖內（Mitchell LaFortune）編劇，傑瑞德·巴特勒監製兼主演；除了巴特勒外，其他主演包括納維德·奈嘉班、奧利維亞-邁·巴瑞特、妮娜·杜桑-懷特、柯瑞·強森和崔維斯·費米爾。劇情取材自真實事件，講述一名中央情報局探員和他的翻譯官在阿富汗揭露一項秘密任務後遭遇敵人追殺，得限時逃往位於坎達哈的撤離地點。
《坎達哈行動》在美國由开路影业發行，2023年5月26日上映。電影獲得褒貶不一的評價，媒體與影評家讚譽傑瑞德·巴特勒的演出表現，但批評電影的整體充斥著與許多動作片重疊的要素。

## 劇情
自由臥底特務湯姆·哈里斯受中央情報局（CIA）委託，在瑞士通訊承包商的掩護下，負責將惡意軟體植入伊朗的一座秘密核子研究設施。惡意軟體導致該設施自毀，阻止伊朗人造出更多核彈。隨後，英國記者露娜·古哲從一名線人那獲得了CIA持續破壞伊朗核計畫的證據，但此舉被長期監視她的伊朗政府發現，由法薩·亞沙迪領導的伊朗安全機構私下逮捕了她。她告訴伊朗人，瑞士承包商的合約地點都在政府工地旁，懷疑他們就是破壞設施的幫手。
第二天，湯姆與通訊商技術員搭檔奧利佛的身份都被洩露，奧利佛被聖城軍殺死。湯姆離開伊朗，經杜拜前往倫敦。在杜拜期間，他飛往倫敦的航班延誤，於是拜訪了委託自己工作的CIA人士羅曼·查莫斯。羅曼皈依穆斯林，表面上是杜拜社會名流，但暗地裡卻鄙視這種生活方式。羅曼聲稱自己推遲了航班，好讓湯姆見自己並委託新任務。湯姆接受了羅曼提供的豐厚報酬，前往阿富汗赫拉特工作。
湯姆到達赫拉特後，發現情報外洩，負責摧毀核設施的行為被公諸於世。赫拉特的任務被迫終止，羅曼指引湯姆和阿富汗裔美國翻譯員穆罕默德·「老穆」·杜德前往坎達哈的撤離點。法薩和巴基斯坦維安部門得知湯姆在赫拉特，各自派出特務前往抓捕他，巴基斯坦想將湯姆賣給出價最高者。巴基斯坦三軍情報局（ISI）特務卡希爾·拿茲和法薩爭相追捕著湯姆和老穆，但他們躲過了追捕並逃到了荒原。
湯姆和老穆在夜間遭到法薩及手下搭乘的直升機攻擊。湯姆摧毀了直升機，使法薩等人死去。隔天，湯姆和老穆步行向湯姆的朋友尋求幫助，對方是阿富汗軍閥，雖然與執政的塔利班無關，但老穆透露，軍閥多年前殺死了自己的大兒子。他放棄向軍閥復仇，對方為湯姆和老穆提供了一輛車，讓離開了軍閥的營地。同時，羅曼停止與中情局的聯繫，抵達阿富汗，加入偽裝成伊斯蘭國部隊的阿富汗突擊隊。湯姆和老穆被卡希爾僱用的塔利班軍閥抓獲，懷疑是遭湯姆的軍閥友人出賣。羅曼和突擊隊員襲擊了關押兩人的據點，卡希爾僱用的軍閥被擊斃。卡希爾到達戰場，意識到此襲擊是CIA的詭計。
卡希爾推測湯姆會使用CIA的一座舊空軍基地撤離，便組織了另一支塔利班部隊攔截湯姆。羅曼、湯姆和老穆乘車到達撤離點時，卡希爾襲擊了他們的車輛，使羅曼受了致命傷；羅曼自願跳下車為湯姆與老穆爭取時間，臨死前誦念了清真言。在塔利班擊毀他們的車輛後，湯姆用手槍射倒了卡希爾。CIA局長不顧被解雇的風險，下令對剩餘的塔利班追擊者進行未經授權的空襲，湯姆與老穆得以搭乘英國軍用貨機逃走。事後，露娜獲釋，湯姆及老穆與各自的家人團聚。

## 演員
- 傑瑞德·巴特勒飾演湯姆·哈里斯（Tom Harris）
- 納維德·奈嘉班飾演穆罕默德·「老穆」·杜德（Mohammad "Mo" Doud）
- 阿里·法扎勒飾演卡希爾·拿茲（Kahil Nasir）
- 妮娜·杜桑-懷特（英语：Nina Toussaint-White）飾演露娜·古哲（Luna Cujai）
- 柯瑞·強森（英语：Corey Johnson (actor)）飾演克里斯·霍特（Chris Hoyt）
- 崔維斯·費米爾[5]飾演羅曼·查莫斯（Roman Chalmers）
- 巴哈多爾·弗拉迪（Bahador Foladi）飾演法薩·亞沙迪（Farzad Asadi）
- 費贊·穆納瓦爾·瓦爾亞（Faizan Munawar Varya）飾演艾哈邁德·納西里（Ahmed Nasiri）
- 馬克·阿諾德（英语：Mark Arnold (actor)）飾演馬克·洛（Mark Lowe）
- 湯姆·瑞斯·哈里斯（英语：Tom Rhys Harries）飾演奧利佛·奧特曼（Oliver Altman）
- 奧利維亞-邁·巴瑞特（英语：Olivia-Mai Barrett）飾演愛達·哈里斯（Ida Harris）
- 蕾贝卡·卡尔德（英语：Rebecca Calder）飾演柯琳·哈里斯（Corrine Harris）
- 埃爾納茲·諾魯齊飾演希娜·亞沙迪（Shina Asadi）

## 發行
2022年9月，开路影业以八位數的價格收購了該片的美國發行權。2023年1月，開路將電影定檔2023年5月26日於美國院線上映，臺灣也於同時間上映。
《坎達哈行動》2023年6月16日在數位平台上映，2023年7月18日發行藍光和DVD版本。

## 外部連結
- 互联网电影数据库（IMDb）上《坎達哈行動》的资料（英文）